# Ruishton
Ruishton est une paroisse civile et un village du Somerset, en Angleterre.